# توماس مولوي
توماس مولوي هو سياسي كندي، ولد في 4 أكتوبر 1852 في تورونتو في كندا، وتوفي في 16 فبراير 1938 في أستراليا. انتخب عضو الجمعية التشريعية لأستراليا الغربية.